# Між землею та морем
«Між землею та морем» (англ. Twixt Land and Sea) — збірка оповідань британського письменника Джозефа Конрада 1912 року. Події оповідань відбуваються в Індійському океані. До збірки увійшли такі твори: «Усмішка фортуни», «Таємний спільник» та «Фрея із Семи Островів».

## Зміст
- «Усмішка фортуни» (англ. A Smile of Fortune) — вперше опубліковане 1911 року на сторінках часопису «London Magazine». Молодий капітан припливає на острів Маврикій по вантаж цукру, де нав'язує контакт з місцевими мешканцями, зокрема з місцевими братами-купцями, і зустрічається з дочкою одного з них. Перед відплиттям, її батько переконує капітана, попри опір останнього,  завантажити корабель картоплею, а вже після успішної реалізації вантажу, капітан відмовляється від подальшого командування кораблем.
- «Таємний спільник» (The Secret Sharer) — вперше опубліковане 1910 року на сторінках часопису «Harper's Magazine». Щойно призначений капітан корабля, що пливе Сіамською затокою, в таємниці від своєї команди переховує у своїх каюті моряка, якого звинувачують у вбивстві. Ризикуючи кораблетрощею, втікачу вдається втекти на сушу.
- «Фрея із Семи Островів» (англ. Freya of the Seven Isles) — вперше опубліковане 1912 року на сторінках часопису «The Metropolitan Magazine». На одному з островів Нідерландської Ост-Індії живе данський купець Нельсон (чи Нільсен) і його дочка Фрея, до якої залицяються англійський капітан Джаспер Аллен та офіцер нідерландського флоту Гімкірк. Фрея вирішує втекти з Джаспером, однак їм перешкоджає заздрісний Гімскірк. Втративши свій корабель, англієць переживає нервовий зрив, а дівчина невдовзі помирає.

## Адаптації
- «Лицем до лиця» (англ. Face to Face) — фільм 1952 року, знятий на основі оповідання «Таємний спільник».
- «Таємний спільник» (англ. The Secret Sharer) — оповідання Роберта Сілверберга; прнесла письменнику премію Локус.
- «Джозеф Конрад. Між землею та морем» (пол. Joseph Conrad. Między lądem a morzem) — вистава у Музеї літератури імені Адама Міцкевича, організована з нагоди 150 річниці з дня народження письменника.

## Переклади українською
- Джозеф Конрад. Фрея із Семи Островів. — Х. : Фоліо, 2020. — 187 с. — ISBN 978-966-03-9166-6. Перекладач Богдан Носенок.